# Västra och Östra Vrams församling
Västra och Östra Vrams församling var en församling i Villands och Gärds kontrakt i Lunds stift. Församlingen låg i Kristianstads kommun i Skåne län och ingick i Västra Vrams pastorat. Församlingen uppgick 2022 i Tollarps församling.

## Administrativ historik
Församlingen bildades 2006 genom sammanslagning av Västra Vrams församling och Östra Vrams församling och var sedan dess moderförsamling i Västra Vrams pastorat som även omfattar Linderöds församling och Äsphults församling. Församlingen uppgick 2022 i Tollarps församling.

## Kyrkor
- Västra Vrams kyrka
- Östra Vrams kyrka